# Loiger Padrón
Loiger Luis Padrón Guzmán es un beisbolista (Puerto Ordaz, Bolívar, Venezuela, el 31 de enero de 1991) es un relevista en la Liga Venezolana de Béisbol Profesional para los Caribes de Anzoátegui.

## Carrera del béisbol en la LVBP
El 12 de octubre de 2012, Padrón hizo su debut profesional como lanzador por la organización de los Leones del Caracas, finalizando la temporada hasta el 30 de diciembre de 2012, con cero (0) Juego Ganado y cero (0) perdidos, con una efectividad de 1.50 durante los 5 partidos, Lanzó 6.0 Inning, Permite 3 Hit, 1 carreras, 1 carreras limpias, 1 Home run, 1 Base por bolas, 3 Strikeout, WHIP 0.667, que lanzó en la temporada.
Para la temporada 2013, Padrón siendo su última aparición hasta el 8 de noviembre de 2013, finalizó con un (1) Juego Ganado y uno (1) perdido, con una efectividad de 4.82 durante los 8 partidos, Lanzó 9.1 Inning, Permite 12 Hit, 5 carreras, 5 carreras limpias, 1 Home run, 1 Base por bolas, 6 Strikeout, WHIP 1.393.
En la temporada 2014, Padrón siendo su última aparición hasta el 22 de diciembre de 2014, finalizó con un (1) Juego Ganado y cero (0) perdido, con una efectividad de 5.71 durante los 22 partidos, Lanzó 17.1 Inning, Permite 21 Hit, 12 carreras, 11 carreras limpias, 1 Home run, 12 Base por bolas, 13 Strikeout, WHIP 1.904.
Para la temporada 2015, Padrón siendo su última aparición hasta el 30 de diciembre de 2015, finalizó con un (1) Juego Ganado y uno (1) perdido, con una efectividad de 1.78 durante los 33 partidos, Lanzó 35.1 Inning, Permite 23 Hit, 10 carreras, 7 carreras limpias, 2 Home run, 14 Base por bolas, 35 Strikeout, WHIP 1.042.
En marzo de 2022 es traspasado a los Caribes de Anzoátegui junto con el lanzador José Marco Torres a cambio de los hermanos Arcia (Oswaldo y Orlando), quienes pasarían a las filas de los melenudos.

## Carrera del béisbol en el extranjero
17 de abril de 2016.- La directiva de Rieleros de Aguascalientes, anunció como nuevo refuerzo al lanzador derecho venezolano Loiger Padrón, quien el pasado invierno tuvo record de 1-1 y 1.78 de efectividad en 25 apariciones con los Leones de Caracas. Con este nuevo serpentinero, el equipo Rieleros. Padrón, teniendo experiencia en sucursales de Chicago Cubs en la Dominican Summer League así como el la Arizona League. hace años se desempeñó con el equipo de Boise Hawks de la Northwest League dentro de la clase A. Rieleros de Aguascalientes buscaron mantenerse en torno a los primeros lugares de la zona norte en la temporada 2016 de Liga Mexicana.
Los Rieleros de Aguascalientes dieron la libertad al relevista Loiger Padrón, luego de tenerlo dos días en el roster, en ese tiempo tuvo una presentación de 0.1 innings con un hit y una carrera limpia con una efectividad de 27.00 en la Liga Mexicana de Béisbol.
19 de mayo de 2016.- El lanzador Loiger Padrón fue incluido en el roster de los Saraperos de Saltillo en la Liga Mexicana de Béisbol y fue el cerrador del equipo. En ese tiempo tuvo récord de 1-1 y 5.59 de efectividad en 11 apariciones en presentación de 9.2 innings con 9 hit, 9 carreras limpias, 2 jonrones, 1 base por bola, 6 ponches y WHIP 1.034. juega con los Saraperos de Saltillo hasta el 18 de junio de 2016.
El lanzador de los Leones del Caracas, Loiger Padrón, firmó contrato con el Rimini Baseball Club, de la Liga Italiana de Béisbol donde vio acción.
Padrón llega al Rimini para las últimas dos jornadas de la ronda regular para ayudar al equipo a luchar por el campeonato en la postemporada pues el club ocupaba el segundo lugar de la tabla de clasificación con récord de 21-9, tan solo un juego por detrás de los líderes Fortitudo Baseball Bologna.
Sería el cuarto equipo extranjero para el que se uniformara el derecho este año 2016.